# Tatort: Der Fall Reinhardt
Der Fall Reinhardt ist ein Fernsehfilm aus der Krimireihe Tatort. Es ist der 59. Fall des Kölner Ermittler-Teams Max Ballauf und Freddy Schenk und die 905. Tatortfolge. Der vom WDR produzierte Beitrag wurde am 23. März 2014 im Ersten Programm der ARD ausgestrahlt. Die Premiere war bereits am 29. September 2013 beim Filmfest Hamburg.

## Handlung
Die Hauptkommissare Max Ballauf und Freddy Schenk werden zu einer Villa gerufen, in der drei Kinder verbrannt sind. Die Mutter finden sie völlig verstört, aber relativ unverletzt außerhalb des Hauses. Sie kann sich an nichts erinnern und reagiert auf die Todesnachricht mit einem Zusammenbruch. In den Tagen vorher gab es mehrfach Brandstiftungen in dieser Gegend.
Da Ballauf und Schenk seit Franziskas tragischem Tod ohne ihre Assistentin auskommen müssen, unterstützt sie der neue Kollege Tobias Reisser. Er hat inzwischen ermittelt, dass der Vater der Kinder, Gerald Reinhardt, seit Längerem spurlos verschwunden ist und bereits vor zwei Jahren seine Anstellung als Luftfahrtingenieur bei der Firma Cologne Airtech verloren hat. Somit gilt er als tatverdächtig und hat möglicherweise die Brandstiftungen im Kölner Raum, die seit einiger Zeit vorgefallen sind, für seine Zwecke ausgenutzt. Gefahndet wird parallel nach einem Verdächtigen, der in der Tatnacht an einer Tankstelle zwei große Kanister Benzin gekauft hat und der durch die Überwachungsaufnahmen der Tankstelle aufgefallen ist.
Der Rechtsmediziner stellt fest, dass die Kinder an einer Kohlenmonoxidvergiftung gestorben sind, und findet Betäubungsmittel in ihrem Blut. Alle Hinweise deuten darauf hin, dass Gerald Reinhardt die Familie tatsächlich im Stich gelassen hat. Nachbarn der Reinhardts sagen aus, dass sie Tage vor dem Brand eine Frau um das Haus haben „schleichen“ sehen.
Karen Reinhardt wird aus der Klinik entlassen und versucht, den Tod ihrer Kinder zu verarbeiten. Noch immer kann sie sich an nichts erinnern, auch nicht, dass ihr Mann schon längere Zeit arbeitslos ist. Es ist allerdings offensichtlich, dass es seit der Arbeitslosigkeit der Familie finanziell schlecht geht. Ballauf und Schenk finden heraus, dass Karen Reinhardt vor zwei Jahren ein Kind abtrieb, sich jedoch infolge ihrer Amnesie für immer noch schwanger hält. Während sie gerade Karens Nachbarin Iris Fries befragen, erhalten sie die Nachricht, dass der vermutliche Brandstifter Heller gefunden wurde. Sofort wird er verhört, doch die Beweise reichen nicht aus, um ihn in Haft zu behalten.
Ballauf und Schenk entdecken eine Spur von Gerald Reinhardt, die in die Niederlande führt, und können ihn dort ausfindig machen. Er lebt inzwischen mit einer anderen Frau zusammen und wird nach Deutschland geholt und verhört. Er gibt an, nichts von dem Unglück mit seinen Kindern gewusst zu haben. Seine holländische Frau, Marijke Steen, sei in Urlaub auf Mallorca und wisse nichts von seiner deutschen Familie. Sie erwartet ein Kind von ihm. Ballauf und Schenk behalten Reinhardt in Haft, da sie der Meinung sind, dass er hinreichend Gründe hat, seine alte Familie loswerden zu wollen. Auf die Frage, warum er seine Familie verlassen habe, gibt er an, dass seine Frau keine finanziellen Abstriche machen wollte, er sich das aber nicht habe leisten können. Er wolle neu anfangen, was ihm mit Marijke gelungen sei.
Der neue Assistent Tobias Reisser recherchiert nach Marijke Steen und findet heraus, dass sie gar nicht nach Mallorca, sondern zu einer Freundin nach Bonn gefahren ist. Umgehend begeben sich Ballauf und Schenk zu ihr, um sie zu befragen. Sie macht einen recht abweisenden Eindruck und verstrickt sich in Widersprüche. In ihrer Manteltasche findet sich zudem ein Schlafmittel. Die Ermittler konfrontieren sie mit der Tatsache, dass sie wissen, dass sie Gerald Reinhardts Familie heimlich aufgesucht hat, da sie von Nachbarn gesehen wurde. So räumt sie ein, dass sie dahintergekommen sei, dass Gerald in Deutschland eine Familie hat, und sie diese nur einmal sehen wollte. Sie habe mit Gerald darüber gesprochen, doch der sei sofort wütend geworden. Auf die Tabletten hin angesprochen gibt sie an, dass sie sie von Reinhardt habe. Dieser wird befragt und hat auf die Anschuldigungen der Ermittler keine Antworten. Sie bringen ihn mit seiner Frau Karen zusammen. In diesem Gespräch stellt sich heraus, dass Karen Reinhardt aus Verzweiflung, den Ansprüchen ihrer Kinder nicht mehr gerecht zu werden und ihren Mann für immer verloren zu haben, den Kindern ein Schlafmittel gab und das Haus anzündete. Anschließend ging sie in den Keller, um sich zu erhängen, was allerdings missglückte.
Aufgrund der Suizidgefahr bleibt Karen Reinhardt in stationärer psychiatrischer Betreuung. Der Brandstifter Heller kann letztlich der anderen Brandstiftungen überführt werden.

## Rezeption

### Kritiken
„Wir sehen: Hier liegt eine bürgerliche Existenz in Asche, aber erfahren nicht wirklich, wie es dazu gekommen ist. Da hätte das Drehbuch etwas mehr Schliff gebraucht. Ein Stück harte Arbeit ist dieser 'Tatort'. Mit dem Schmunzeln scheint es in Köln erst einmal vorbei.“

„'Der Fall Reinhardt' ist kein Krimi von der Stange, weder vom Thema noch von der Inszenierung und schon gar nicht mit Blick auf die Darsteller. Susanne Wolff ('Mobbing', 'Dreileben') verschmilzt völlig mit ihrer Rolle. Die Schauspielerin, die seit 2009 zum Ensemble des Deutschen Theaters in Berlin gehört, zeigt das Leiden von Karen Reinhardt in all seinen Facetten.“

„'Der Fall Reinhardt' von Regisseur Torsten C. Fischer und Autorin Dagmar Gabler lässt keinen Platz für Plattitüden der Preisklasse Köln-Sülz. Niemand lacht. Kein Spusi-Mensch killt die Stimmung mit im Dialekt vorgetragenen Überlegungen, wo denn die Tatwaffe sei. Die Wohnung der Familie Reinhardt ist ausgebrannt, drei Kinder sind tot. Man sieht die verkohlten Hände, wie gefrorene Schatten hängen sie über der Wohnlandschaft aus Ruß und Rauch.“

### Einschaltquoten
Die Erstausstrahlung von Der Fall Reinhardt am 23. März 2014 wurde in Deutschland von 11,29 Millionen Zuschauern gesehen und erreichte einen Marktanteil von 30,0 % für Das Erste.

### Trivia
Freddy Schenk präsentiert mit dem braunen 1963er Mercury Colony Park (K-UZ 5) wieder einen sehr ausgefallenen Dienstwagen.